# クリストファー・シムズ
クリストファー・シムズ（Christopher Albert Sims、1942年10月21日 - ）は、ワシントンD.C.で生まれたアメリカの経済学者である。主にプリンストン大学で教鞭を執っており、専攻は、計量経済学、マクロ経済学である。2011年にトーマス・サージェントと共にノーベル経済学賞を受賞した。

## 略歴
- 1942年　ワシントンD.C.に生まれる。
- 1959年〜1963年　ハーバード大学で学ぶ（数学でB.A.、magna cum Laude）。
- 1963年〜1964年　カリフォルニア大学バークレー校で学ぶ。
- 1967年〜1968年　ハーバード大学で経済学の専任講師となる。
- 1968年　ハーバード大学で経済学のPh.D.を得る（博士論文'The Dynamics of Productivity Change: A Theoretical and Empirical Study'）。
- 1968年〜1970年　ハーバード大学の助教授となる。
- 1970年〜1974年　ハーバード大学の准教授となる。
- 1970年〜1971年　NBERのリサーチ・フェローとなる。
- 1974年〜1990年　ミネソタ大学教授となる。
- 1983年　ミネアポリス連邦準備銀行のコンサルタントとなる（1986年〜1987年にも同様）。
- 1988年〜現在　アメリカ芸術科学アカデミー会員となる。
- 1989年〜現在　米国科学アカデミー会員となる。
- 1990年〜1999年　イェール大学教授（Henry Ford II Professor of Economics）となる。
- 1995年　計量経済学会の会長となる。
- 1999年〜2004年　プリンストン大学教授となる。
- 2004年〜　プリンストン大学教授（Harold H. Helm '20 Professor of Economics and Banking）となる。
- 2008年　トムソン・ロイター引用栄誉賞受賞。
- 2011年　トーマス・サージェントと共にノーベル経済学賞受賞。

## 業績
- 計量経済学とマクロ経済理論の分野で多くの論文を書いている。特に、マクロ経済学の実証分析においてベクトル自己回帰モデル（英語版）（VARモデル）を利用して動学的効果の推計を行う手法を発展させた。
- 構造VARモデルを用いた手法は、金融政策の因果効果の方向を評価することを可能にしたと述べている。シムズはこの手法を用いて、マネーサプライの変化がインフレーションに影響を与えることを明らかにし、このことから中央銀行はマネーサプライを通じてインフレをコントロールすることが可能であるとして、ミルトン・フリードマンに代表されるマネタリストの理論が、実際に成立していることを示した。一方で、金利やインフレの変化がマネーサプライの変化をもたらすといった効果も確認され、中央銀行が経済状況に反応して政策行動を取るという、逆向きの因果関係も同様に成立していることを示している。
- また、シムズはベイジアン計量経済学も主導した。これは、経済政策を定式化し、評価する場合に役立ったと言える。

## ノーベル経済学賞
- 2011年にトーマス・サージェントと共に「ノーベル経済学賞」を受けた。
- シムズのノーベル・レクチャーは、2011年12月8日「金融政策とその影響の統計モデリング」であった。

## 註
1. ↑  “Christopher A. Sims Curriculum Vitae” (2008年12月23日). 2011年10月10日閲覧。